# Pogány András-Mihály
Pogány András-Mihály (Temesvár, 1935. július 9. –) erdélyi magyar vízépítész-mérnök, szakíró. Pogány László fia.

## Életútja
Szülővárosában a Vízépítészeti Szakközépiskolát végezte el (1953), s ugyanott, a Műegyetem építészeti fakultásán szerzett vízépítész-mérnöki oklevelet (1958). Pályáját a Maros-Bánáti Vízgazdálkodási Igazgatóságon kezdte, majd a Vaskapu vízierőmű munkatelepén a műszaki folyamatok megtervezésén dolgozott (1966–77). Tanársegéd a temesvári műegyetem építészeti fakultásán (1977–78), tervezőmérnök a Vízierőmű Tanulmányi és Tervező Intézet temesvári fiókrészlegében. 1984-ben megkapja a mérnök-doktori diplomát, 1985-től a Temesvári Talajjavítási Vállalatnál a szivattyúállomások és a dombvidéki árapasztók tervezője.

## Munkássága
Érdeklődési tárgyköre: vízierőművek kivitelezése, talajvízmozgás, belvizek lecsapolása, árapasztó tárolók tervezése és megvalósítása. Műszaki tanulmányai a Hidrotehnica és a Revista Transporturilor și Telecomunicațiilor című szakfolyóiratokban jelennek meg. A temesvári magyar napilapokban (a Szabad Szóban, 1990 után a Temesvári Új Szóban) versfordításaival és ismeretterjesztő cikkekkel szerepel. 1976 óta a Franyó Zoltán Irodalmi Kör tagja.
Álneve: Civis Temesvariensis.